# اولریش ولینگ
اولریش ولینگ (به آلمانی: Ulrich Wehling) ورزشکار مرد رشتهٔ دوگانه زمستانی اهل آلمان شرقی است. وی در بین سال‌های ‎۱۹۷۲ تا ۱۹۸۰ میلادی در مسابقات بازی‌های المپیک زمستانی در مجموع ۳ مدال طلا را کسب کرد.